# Чернышов, Борис Александрович
Бори́с Алекса́ндрович Чернышов (род. 25 июня 1991, Воронеж) — российский политический и государственный деятель. Заместитель Председателя Государственной Думы Федерального собрания Российской Федерации с 12 октября 2021 года. Действительный государственный советник Российской Федерации 3 класса. Член Совета Государственной Думы. заместитель Руководителя Высшего Совета ЛДПР.
Заместитель руководителя Федеральной службы по надзору в сфере образования и науки (30 апреля 2020 — 12 октября 2021).
Председатель Попечительского совета ФГБОУ ВО «Российский биотехнологический университет» (МГУПП). Доцент Департамента политики и управления факультета социальных наук НИУ ВШЭ, преподаватель кафедры экономики и права Московского финансово-юридического университета (МФЮА), доцент кафедры политических процессов Университета мировых цивилизаций им. В. В. Жириновского.
Из-за поддержки российской агрессии во время российско-украинской войны находится под персональными международными санкциями всех стран Европейского союза, Великобритании, Соединённых Штатов Америки, Канады, Швейцарии, Австралии, Японии, Украины, Новой Зеландии.

## Образование
- В 2012 году окончил бакалавриат Национального исследовательского университета «Высшая Школа Экономики» (очная форма обучения, направление подготовки «политология»);
- В 2014 году окончил магистратуру Московского государственного университета имени М. В. Ломоносова (направление подготовки «политология»).
- В 2020 году успешно защитил диссертацию в Воронежском государственном техническом университете и получил учёную степень кандидата технических наук, специальность 05.13.10 «Управление в социальных и экономических системах».
- В 2021 году приказом Министерства науки и высшего образования Российской Федерации присвоено ученое звание доцента.
- В 2021 году прошел профессиональную переподготовку по программе «Лидеры научно-технологического прорыва» в Московской школе управления «Сколково».
- В 2023 году окончил «Школу губернаторов». Программа подготовки кадрового управленческого резерва государственной службы была запущена в июне 2017 году на базе Высшей школы государственного управления (ВШГУ) и подготовлена на основе программ Корпоративного университета Сбербанка, Московской школы управления «Сколково», РАНХиГС и Высшей школы экономики

## Биография
- В 2010—2013 годы — член молодежной палаты при Московской городской Думе.
- В 2011—2013 годы — помощник Владимира Жириновского, заместитель руководителя приемной.
- В 2013—2014 годы — помощник депутата Государственной Думы ФС РФ Андрея Лугового.
- 2013—2016 годы — член общественного консультативного совета политических партий при Московской городской Думе.
- В 2014 году баллотировался в Московскую Городскую Думу от партии ЛДПР[2].
- 2013—2016 годы — координатор Московского городского отделения ЛДПР.
- 2015—2016 годы — федеральная государственная гражданская служба в аппарате Комитета Государственной Думы по делам общественных объединений и религиозных организаций.
- 18 сентября 2016 года избран Депутатом Государственной Думы Федерального Собрания Российской Федерации VII созыва от партии ЛДПР, был заместителем председателя Комитета Государственной Думы по образованию и науке. Являлся одним из самых молодых депутатов Государственной Думы VII созыва[3]. На выборах в Государственную Думу Борис Чернышов занимал первую позицию в региональном списке по городу Москва. Кроме этого, он баллотировался по 203 Орехово-Борисовскому одномандатному избирательному округу[4]. 12 мая 2020 года депутатские полномочия были прекращены досрочно в связи с переходом на государственную службу.
- 2016—2020 годы — депутат Парламентского Собрания Союза Беларуси и России от Российской Федерации, член комиссии Парламентского Собрания по социальной и молодёжной политике, науке, культуре и гуманитарным вопросам.
- 2018 год — советник Министра образования и науки Российской Федерации на общественных началах.
- С 30 апреля 2020 года по 12 октября 2021 года — заместитель руководителя Федеральной службы по надзору в сфере образования и науки. Действительный государственный советник Российской Федерации 3 класса.
- 12 октября 2021 года — избран заместителем Председателя Государственной Думы Федерального Собрания Российской Федерации. Член фракции Политической партии ЛДПР — Либерально-демократической партии России в Государственной Думе. Член Совета Государственной Думы.
- С 2021 года член Попечительского совета Российского научного фонда (РНФ).
- 2022 год — доцент факультета социальных наук / Департамента политики и управления Национального исследовательского университета «Высшая школа экономики» (НИУ ВШЭ).
- С 2022 года по н.вр. — член Совета по формированию Программы научно-экспертной и исследовательской работы в Государственной Думе ФС РФ.
- С 2022 года по н.вр. — член Молодежной межпарламентской ассамблеи государств-участников СНГ.
- В 2023 году был кандидатом на выборах мэра Москвы. С результатом 5,61 % занял 3 место[5][6].
- 23 февраля 2024 года избран заместителем Председателя Азиатской парламентской ассамблеи, председателем Комитета Азиатской парламентской ассамблеи по социальным и культурным вопросам.

## Законотворческая деятельность
- В январе 2017 года предложил внести законопроект, регулирующий продажу электронных сигарет. В пояснительной записке он указывает, что документ ставит своей целью «предотвращение пропаганды курения в результате „вейпинга“». Основные требования: запрет на продажу вейпов детям, запрет на использование вейпов в общественных местах и обязательная сертификация товара с указанием информации о составе жидкости, стране-изготовителе и сроке годности[7]. Соответствующий закон, соавтором которого выступил Чернышов, был принят в России в апреле 2023 года[8].
- В январе 2017 года внёс в нижнюю палату парламента законопроект, предлагающий принимать юношей со средним специальным образованием в педагогические вузы без экзаменов, чтобы увеличить количество мужчин-преподавателей в школах[9].
- В марте 2018 года, внёс законопроект об отмене единого государственного экзамена[10]. Он прокомментировал это следующим образом:

 Суть законопроекта сводится к тому, чтобы отменить надоевший ученикам и родителям ЕГЭ, который направлен не на получение знаний, а на «дрессировку» по определённому набору заданий. Предлагается возвращение к традиционному экзамену. Это позволит улучшить процесс обучения и сделать так, чтобы в финальных классах дети не готовились к ЕГЭ, а спокойно учились и потом поступали в вузы. 
- В ноябре 2018 года предложил заменить ЕГЭ на систему отбора талантов[11]. С его точки зрения, оценивать способности учеников можно будет по данным профориентации, оценкам и социальной активности. Собранную информацию проанализирует блокчейн-технология, которая, по убеждению депутата, с «математической точностью» выявит индивидуальные способности учащегося и без экзаменов определит, в какой вуз он должен поступить. Чем такая система (собственно помимо блокчейна) будет кардинально отличаться от внедряемых с 2015 года[12] электронных баз талантливой молодежи и одарённых детей не уточняется. Однако, в случае успеха предложенная платформа в перспективе может послужить основой для второй в мире национальной cистемы социального рейтинга.
- Борис Чернышов первым из политиков федерального уровня заявил о необходимости оказания материальной помощи семьям в сборах детей к новому учебному году. Его инициатива о выплате «первосентябрьского» капитала получила реализацию в Указе Президента РФ от 2 июля 2021 года № 396 «О единовременной выплате семьям, имеющим детей»[13].
- В октябре 2019 года предложил ввести «мотивационное письмо» как дополнительное основание для поступления на бюджетную форму обучения, а также для совершенствования механизма отбора абитуриентов в вузы.

 Мотивационное письмо от абитуриента, доказывающее его заинтересованность в обучении профессии, могло бы стать дополнительным основанием для бесплатного обучения в вузах… В мотивационном письме абитуриент описывает выбор учебного заведения, свою цель, академические интересы, а также дает обоснование своей мотивации и готовности в получении конкретного образования 
- В ноябре 2019 года Борис Чернышов направил министру образования Михаилу Котюкову письмо с предложением полностью перевести высшее образование в регионах России, граничащих с другими государствами, на бесплатную основу. По его словам, сейчас молодёжь стремится переезжать в регионы с «сильными вузами», а данная инициатива позволит повысить привлекательность учебных заведений[14].
- В декабре 2019 года Борис Чернышов направил обращение главе Минтруда Максиму Топилину с предложением ввести так называемый «новогодний капитал». По замыслу инициатора, деньги будут раздавать одиноким пенсионерам к празднику. Это позволило бы пожилым людям провести его достойно, не тратя последние сбережения на новогодний стол.

 «Новогодний капитал» позволит потратить на новогодние каникулы тот объём средств, о котором мечтали пожилые люди и сделать это без ущерба для своего бюджета… С помощью денежных средств государство предоставит пожилым гражданам возможность провести праздники так, как им захочется… Эти выплаты необходимо привязать к средней сумме пенсии по регионам России. 
- В январе 2020 года предложил списать долги по кредитам молодым семьям до 30 лет

 Цель эксперимента — освободить от стресса и дать второй шанс молодым москвичам. Многие, вступая сегодня в брак, думают не о том, как построить отношения, сохранить любовь, воспитать детей, а о том, как заплатить за квартиру, которая куплена в кредит, машину, которая куплена иногда не для того, чтобы кататься и путешествовать, но по большому счету иногда работать на этой машине. Думают о том, где бы найти деньги для того, чтобы пройти процедуры, связанные с ведением беременности, и другие вещи. 
- Борис Чернышов выступает за необходимость модернизации системы аттестации выпускников российских школ: отмену Единого государственного экзамена, либо его замену на конкурс аттестатов или международный бакалавриат, то есть возможность сдавать устные экзамены в сертифицированных государством центрах. В мае 2023 года предложил разрешить пересдачу Единого госэкзамена не на следующий год, а перед сентябрём в том же году[15].
- Борис Чернышов выступает за введение в правовое поле РФ принципа защиты чести и достоинства педагогического работника для повышения общественной значимости труда учителей. В 2023 году инициировал создание специальной Комиссии в Госдуме по защите прав педагогов[16].
- В мае 2023 года внес на рассмотрение Госдумы законопроект о штрафах за рекламные звонки, который предусматривает возможность устного отзыва предварительного согласия абонента от рекламы во время телефонного разговора. В случае неисполнения такого требования абонента на распространителя рекламы будет наложен штраф до 150 тысяч рублей[17].
- В мае 2023 года Борис Чернышов инициировал системное решение проблем, связанных с интернет-торговлей. Он предложил создать специальную комиссию Госдумы по регулированию сферы электронной коммерции. Провёл ряд встреч с продавцами-партнёрами Wildberries, после чего направил запрос главе МВД Владимиру Колокольцеву, попросил его взять на контроль ситуацию с маркетплейсом[18].
- 1 июня 2023 года Борис Чернышов обратился в Роспотребнадзор с предложением о включении свежих фруктов в бесплатное школьное питание — ежедневно и на протяжении всего учебного года. Для этого он предлагает внести изменения в СанПиН 2.4.5.2409-08 «Санитарно-эпидемиологические требования к организации питания обучающихся в общеобразовательных учреждениях, учреждениях начального и среднего профессионального образования» и сделать фрукты обязательной частью рациона школьников[19].
- Борис Чернышов предложил уменьшить срок отключения горячей воды в Москве летом до трёх дней, также он направил письмо министру строительства и ЖКХ РФ Иреку Файзуллину с просьбой уточнить, существуют ли на данный момент ограничения, не позволяющие сократить продолжительность отключений горячей воды до этого срока[20].
- Также в июне 2023 года Борис Чернышов внёс на рассмотрение Госдумы закон «о честной цене». Речь идёт о скрытом росте цен на продукцию, где производители и продавцы путём уменьшения массы, сбываемого ими продукта, поднимают цены на килограмм или литр товара. Таким образом, покупатель не всегда сможет заметить изменения в цене, приобретая пачку масла весом 180 грамм вместо 250[21].
- 6 июня 2023 года Борис Чернышов внес на рассмотрение в Государственную Думы законопроект «О честной цене». Речь идет о внесении изменений в статью 10 Закона Российской Федерации «О защите прав потребителей»: ввести обязательное требование об указании на ценниках стоимости одного килограмма или одного литра товара.
- 12 июня 2023 года — в День России — Борис Чернышов предложил создать карту для молодёжи «Прекрасная Россия» по аналогии с «Пушкинской картой». По ней молодые люди от 18 до 22 лет смогут бесплатно путешествовать по России за пределы своего региона[22].
- В конце июня 2023 года вице-спикер Госдумы от ЛДПР Борис Чернышов обратился с письмом к главе МВД Владимиру Колокольцеву с предложением определить и закрепить перечень пород собак, разведение и приобретение которых станет возможным только после прохождения специального курса обучения[23].
- Борис Чернышов обратился к Правительству РФ с просьбой ввести госпрограмму «Выпускного кешбека» — по аналогии с туристическим. Речь идёт о компенсации части затрат на приобретение туристической путёвки, оплаты отдыха в санатории, базе отдыха, бронирования гостиницы на территории России для выпускников 9 и 11 классов. Конечно, тем, кто успешно сдал ОГЭ и ЕГЭ в текущем календарном году. Размер кешбека — до 30 тысяч рублей.
- В июле 2023 года вице-спикер Госдумы от ЛДПР Борис Чернышов внес на рассмотрение нижней палаты проект закона о защите граждан от жары. Речь идет о поправках в Трудовой кодекс: обязать работодателей заботиться о сотрудниках, которые трудятся в жаркую погоду[24].
- Борис Чернышов предлагает ввести «Отцовскую карту» с двумя тысячами рублей на ребенка по аналогии с «Пушкинской». По его словам, данной суммы хватит на то, чтобы отец мог побывать с сыном или дочерью в кино, зоосаде, парке или детском кафе.
- Борис Чернышов выступает за введение «Налога на Патрики» — налога на сверхдоходы для богатых людей. Те, кто зарабатывает в год более 25 млн рублей — то есть больше двух миллионов в месяц, должны уплачивать НДФЛ в размере 20 процентов[25].

## Международные санкции
Из-за поддержки российской агрессии и нарушения территориальной целостности Украины во время российско-украинской войны находится под персональными международными санкциями разных стран.
23 февраля 2022 года внесён в санкционные списки стран Евросоюза за действия и политику, которые подрывают территориальную целостность, суверенитет и независимость Украины и еще больше дестабилизируют Украину.
24 февраля 2022 года включён в санкционный список Канады «близких соратников режима» за голосование о признании независимости «так называемых республик в Донецке и Луганске».
24 марта 2022 года, на фоне вторжения России на Украину, включен в санкционный список США за «соучастие в войне Путина» и «поддержку усилий Кремля по вторжению в Украину», Госдеп США заявил что депутаты Госдумы используют свои полномочия для преследования инакомыслящих и политических оппонентов, нарушают свободу информации, ограничивают права человека и основные свободы граждан России.
По аналогичным причинам, с 11 марта 2022 года находится под санкциями Великобритании. С 25 февраля 2022 года находится под санкциями Швейцарии. С 26 февраля 2022 года находится под санкциями Австралии. С 12 апреля 2022 года находится под санкциями Японии. Указом президента Украины Владимира Зеленского от 7 сентября 2022 находится под санкциями Украины. С 3 мая 2022 года находится под санкциями Новой Зеландии.

## Семья
Воспитывает двух детей.

## Награды
- Награжден орденом Дружбы (Указ Президента Российской Федерации от 25 января 2023 года № 33).
- Благодарность Президента Российской Федерации.
- Почетная грамота Государственной Думы Федерального Собрания Российской Федерации.
- Благодарность Председателя Государственной Думы Федерального Собрания Российской Федерации.
- Благодарность Правительства Российской Федерации за большой вклад в законотворческую деятельность и развитие парламентаризма в Российской Федерации;
- Благодарность руководителя Аппарата Государственной Думы Федерального Собрания Российской Федерации;
- Почётная грамота Государственной Думы Федерального Собрания Российской Федерации за большой вклад в законотворческую деятельность и развитие парламентаризма в Российской Федерации.
- Медаль «За вклад в реализацию государственной политики в области образования и научно-технологического развития» (ведомственная награда Министерства науки и высшего образования Российской Федерации).
- Орден «За заслуги» Республики Ингушетия.
- Медаль «За заслуги перед Ставропольским краем».
- Благодарность Московской городской Думы.
- Благодарность Центральной избирательной комиссии Российской Федерации.
- Юбилейная медаль «МПА СНГ. 30 лет» (16 ноября 2023 года, Межпарламентская ассамблея СНГ) — за заслуги в деле развития и укрепления парламентаризма, за вклад в развитие и совершенствование правовых основ функционирования Содружества Независимых Государств, укрепление международных связей и межпарламентского сотрудничества[38].